# Sloane Square (Londons tunnelbana)
Sloane Square är en tunnelbanestation i London som trafikeras av Circle line och District line.
Stationen öppnade år 1868 och ligger i närheten av Sloane Square. Kända ställen i närområdet är affärsgatan King's Road samt Royal Court Theatre

## Bilder

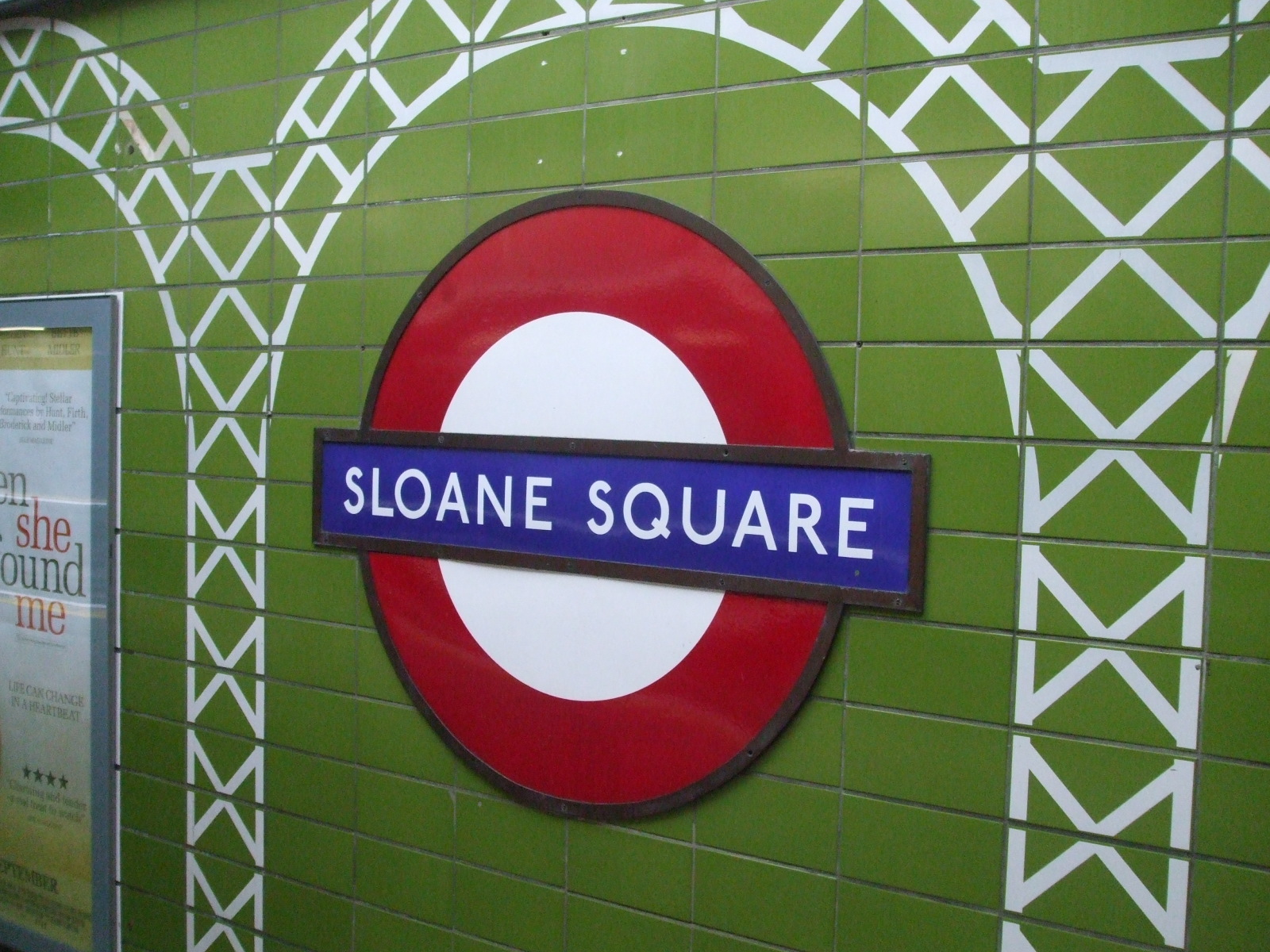
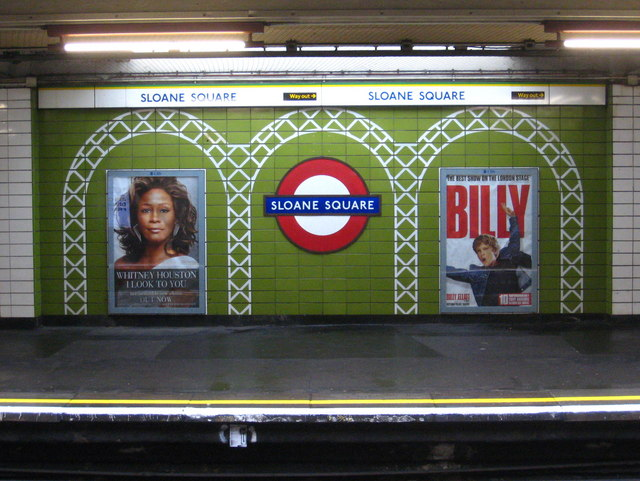
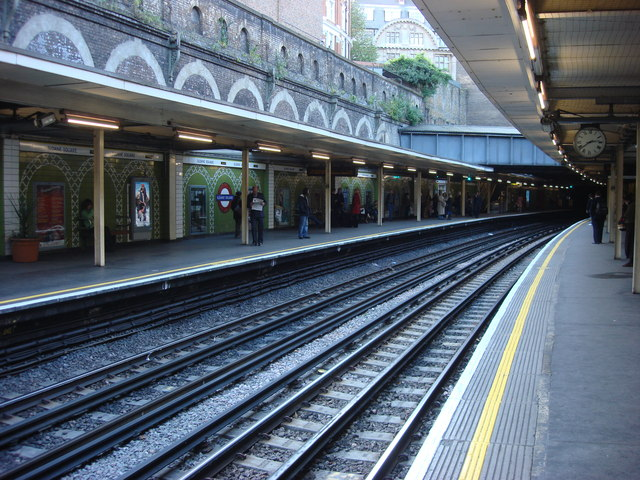
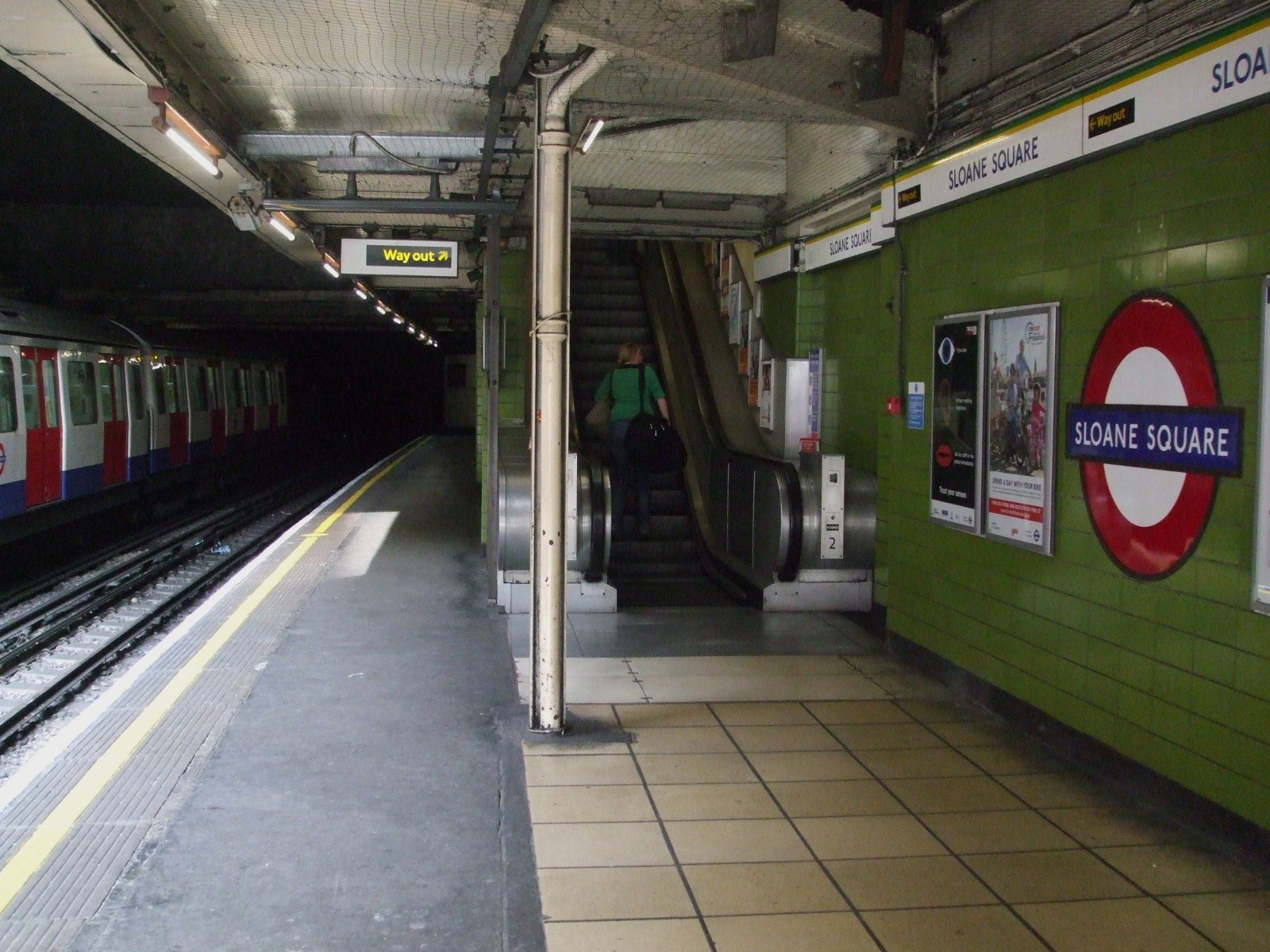